# 安野修右
安野 修右（やすの のぶすけ、1990年12月12日 - ）は、日本の政治学者。日本大学法学部専任講師。専門は選挙制度論。学位は博士（政治学）。

## 略歴
- 2009年3月
  - 広島県立東城高等学校 卒業
- 2013年3月
  - 日本大学法学部 卒業
- 2015年3月
  - 日本大学大学院法学研究科 博士前期課程 修了
- 2019年4月 - 2021年3月
  - 日本大学法学部政治経済学科 特別助教
- 2022年3月
  - 日本大学大学院法学研究科 博士後期課程 修了。「競争を否定する選挙法 : 戦後日本における選挙運動規制の形成過程に関する研究」で日本大学博士（政治学）。
- 2022年4月 - 現在
  - 日本大学法学部政治経済学科 専任講師

## 著書
- 『競争を否定する選挙法 戦後日本における選挙運動規制の形成過程に関する研究』（2024年、日本評論社）